# Corbièras (Aude)
Corbièras (en francès Corbières) és un municipi francès situat al departament de l'Aude i a la regió d'Occitània.